# Socjologia krytyczna
Socjologia krytyczna nazywana inaczej orientacja krytyczna rozwinęła się głównie w USA, a pojawiła w Niemczech.
W Europie, np. we Francji (z wyjątkiem Alaina Touraine’a) i Włoszech była mało popularna. Jej zmierzch nastąpił w latach siedemdziesiątych XX wieku, ale odradza się ona incydentalnie, od czasu do czasu wraz z nowymi problemami społecznymi.
Socjolog, by być krytycznym, skupia się na odkrywaniu tego, co dominujący system ideologiczny czy polityczny usiłuje ukryć przed społeczeństwem lub tego co jest trudne do dostrzeżenia. Socjologowie radykalni i krytyczni dążą do poznania własnego społeczeństwa nie tylko po to, aby je lepiej zrozumieć. Chcą je poznać by je zmienić, by ukształtować społeczeństwo nowego, lepszego typu. Wiążą więc wyraźnie badanie naukowe z aksjologią. W związku z tym przeciwstawiają się rozpowszechnionemu w głównym nurcie socjologii akademickiej dogmatowi „wolności od wartościowania” czy neutralności (za twórcę tego dogmatu uważany jest Max Weber).
Orientacja ta opiera się na „konfliktowym modelu społeczeństwa” i ma dwa istotne aspekty. Jeden to analiza socjologii czy szerzej – nauk społecznych: ich problemów filozoficznych, metodologicznych, teoretycznych, ich uwarunkowań i konsekwencji społecznych. Drugi to analiza społeczeństwa – głównie dorobek badawczy Charlesa Wrighta Millsa. Radykalizm socjologa musi więc łączyć mądrość z postawą czynną, działaniem zmieniającym to, co uznane jest za nieracjonalność społeczeństwa (Cropsey 1970).
Przez socjologię krytyczną czy radykalną wszyscy jej zwolennicy i komentatorzy rozumieją dokonywaną przez badaczy analizę ich własnego społeczeństwa.
Socjologowie krytyczni mają świadomość własnej odrębności od „głównego nurtu” nauk społecznych i nawiązują do prac Roberta S. Lynda oraz do „ojca” socjologii krytycznej i radykalnej C.W. Millsa. Krytykę istniejących stosunków badacz społeczeństwa powinien prowadzić z punktu widzenia wolności i racjonalności, będących istotnymi, czyli koniecznymi, cechami człowieka i społeczeństwa (Horkheimer 1972).
Paul Lazarsfeld (1972) zwracał uwagę na różnicę między badaniami krytycznymi a badaniami administracyjnymi.
- Krytyczne charakteryzują się wyobraźnią socjologiczną (C.W. Mills) analizą ogólnych trendów i dopiero w tym kontekście – poszczególnych problemów o małej skali. Uwzględniać muszą przy tym podstawowe ludzkie wartości, których naruszyć nie wolno. Nie koncentrują się ani na metodach ani na teoriach – są one wtórne wobec problemów. Naukowymi problemami są tu indywidualne troski pojedynczych ludzi w powiązaniu ze strukturalnymi problemami społecznymi. Podejście to cechuje również historyzm. Uwzględnia ono fakt stałych przemian typów organizacji życia społecznego i dynamizujące całość społeczną sprzeczności i konflikty społeczne. Socjologia pełni tu funkcje służebne wobec społeczeństwa, a w nim wobec takich wartości, jak rozum i wolność indywidualnego człowieka.
- Administracyjne badania zaś wykonywane są na zamówienie świata interesu lub agencji rządowych i dotyczą zwykle małych, izolowanych problemów. Są to badania z natury rzeczy społecznie jałowe i pozbawione krytycznego spojrzenia. Socjologów tutaj zagoniono do uniwersytetów, powiązano z władzami, socjologii nadano charakter instytucjonalny. Wobec silnych powiązań z systemem władzy, socjolodzy administracyjni nie mogli stać się neutralni, zamiast być reformatorami, zostali związani z systemem kontroli społecznej ze strony władzy.

Trzej twórcy nowoczesnych nauk społecznych: Henri de Saint-Simon, Auguste Comte, Karol Marks, kładli zdecydowany nacisk na funkcję krytyczną tych nauk.
Wybitny socjolog krytyczny Alvin Ward Gouldner i orientacja krytyczna w socjologii mogą istnieć tylko wtedy, gdy są powody do krytykowania. Jak dotąd, warunek ten spełniały wszelkie istniejące społeczeństwa, a nic nie wskazuje na to, aby kiedykolwiek mogło być inaczej. Badania uznać można za radykalne czy krytyczne, gdy prowadzone są z punktu widzenia grup upośledzonych, a jednocześnie ten punkt widzenia wykorzystywany jest do analiz całej hierarchii społecznej, ze szczególnym uwzględnieniem grup dominujących oraz strukturalnych powodów upośledzania innych grup.
Podstawowym paradygmatem socjologii krytycznej nie jest więc obserwacja, lecz dialog (Habermas 1983). Stąd tak wielkie ma tu znaczenie teoria kompetencji komunikacyjnej. Dla Millsa celami, których osiągnięcie ma przyspieszyć socjologia, są ludzka wolność i rozum. Jednakże rozum nie jest tutaj identyfikowany z biurokratyczną i technologiczną racjonalnością.
W krajach rozwiniętych ludzie stają się więc „radosnymi robotami”, nie zaś podmiotami, zdolnymi świadomie kształtować swe życie i dzieje świata, w którym żyją. Ludzie przestają już nawet pragnąć prawdziwej wolności, gdyż ta zmuszałaby ich do myślenia o celach, do myślenia, od którego się przecież odzwyczaili.
Teoria krytyczna to przede wszystkim krytyka dominacji, krytyka niekoniecznych ograniczeń ludzkiej wolności, próbuje służyć ludziom, nie manipulatorom. Socjologia krytyczna zainteresowana jest ukształtowaniem społeczeństwa, które może maksymalizować wolność ludzką. Chodzi jej o społeczeństwo równości władzy, zasobów ekonomicznych, szans życiowych, wiedzy. „Dobra socjologia to praca socjologiczna, która prezentuje znaczące opisy organizacji i wydarzeń, trafne wyjaśnienia tego, jak pojawiają się one i trwają oraz realistyczne sugestie dotyczące ich poprawy lub zmiany; jest ona często radykalna” (Becker, Horowitz 1972). Musi analizować, a potem demaskować przywileje, system dominacji, tajność życia politycznego. Prowadząc taką działalność socjologia krytyczna popada i popadać musi w konflikt z politykami i władzą.
Socjolog powinien umieć zmieniać perspektywy badania społeczeństwa. Indywidualne troski ludzkie powinny więc być w jego analizach powiązane z problemami strukturalnymi i historycznymi. Umiejętność owego łączenia perspektyw to podstawowa cecha wyobraźni socjologicznej.
Najważniejsza jednak dla socjologów krytycznych jest działalność edukacyjna, oświeceniowa, gdyż pojawienie się oświeconej publiczności pozwoli zrealizować program badawczy socjologii krytycznej, ku pełnej wolności społeczeństw.
Według Millsa badacz społeczny powinien być niezależnym uczonym samodzielnie formującym problemy badawcze, opierającym się wyłącznie na własnej wyobraźni socjologicznej. Sam powinien również kierować rozwiązaniami tych problemów i szeroko propagować wyniki swoich badań – prezentując je zarówno władzy jak i publiczności. Powinni prowadzić wielkie, publiczne dyskusje polityczne.
Warunkiem rozwoju tej orientacji jest możliwość niczym nieskrępowanej dyskusji naukowej, dostęp do źródeł, możliwość publikacji, swobodnego zrzeszania się w celu wspólnego prowadzenia badań teoretycznych i empirycznych.
Należy wspomnieć jeszcze, iż nurtem zbieżnym do socjologii tu opisywanej jest socjologia humanistyczna, której zwolennicy interesują się zasadniczo działaniem człowieka w jego najbliższym środowisku społecznym.